# Otto Weitkus
Otto Weitkus (* 30. August 1932 in Arendsee) ist ein ehemaliger deutscher Partei- und Wirtschaftsfunktionär (SED). Er war von 1981 bis 1984 Präsident der Kammer für Außenhandel der DDR.

## Leben
Weitkus absolvierte nach dem Besuch der Volksschule eine kaufmännische Lehre und wurde Großhandelskaufmann. Ein Studium schloss er als Diplomwirtschaftler ab, später wurde er zum Dr. rer. oec. promoviert.
Er wurde Mitglied der SED und war von 1965 bis Mai 1967 als Handelsrat Leiter der DDR-Handelsvertretung in Ceylon. Anschließend war er Mitarbeiter des Instituts für Gesellschaftswissenschaften. Seit 1973 war er Sekretär und vom 26. Januar 1974 bis 24. Januar 1981 Erster Sekretär der SED-Kreisleitung Außenhandel (Nachfolger von Heinz Mainusch).
Vom 24. Februar 1981 bis 1984 war er Präsident der Kammer für Außenhandel der DDR (Nachfolger des verstorbenen Rudolf Murgott).

## Auszeichnungen
- 1978 Vaterländischer Verdienstorden in Bronze[2]